# Katherine Johnson
Creola Katherine Johnson, nata Coleman, conosciuta anche come Katherine Goble (White Sulphur Springs, 26 agosto 1918 – Newport News, 24 febbraio 2020), è stata una matematica, informatica e fisica statunitense.
Contribuì allo sviluppo dell'aeronautica statunitense e ai programmi spaziali, già dal primo utilizzo dei computer elettronici digitali da parte della NASA. Venne molto apprezzata per l'accuratezza che poneva nel calcolo della navigazione spaziale computerizzata e per il lavoro tecnico dirigenziale pluridecennale svolto alla NACA, National Advisory Committee for Aeronautics poi NASA: dal calcolo delle traiettorie delle orbite, paraboliche e iperboliche, delle finestre di lancio e dei percorsi di ritorno di emergenza per molti voli, al Project Mercury, incluse le prime missioni NASA di John Glenn, Alan Shepard, le manovre di inserzione translunare e conseguenti traiettorie di trasferimento verso la Luna nei voli lunari del programma Apollo, continuando con il lavoro sul programma dello Space Shuttle, infine con la progettazione dei primi piani per la missione su Marte.
Nel 2015 il presidente Barack Obama le conferì la Medaglia presidenziale della libertà. Nel 2016 ricevette il Silver Snoopy Award (premiata dall'astronauta della NASA Leland Melvin) e un NASA Group Achievement Award, seguiti nel 2019 dalla Medaglia d'oro del Congresso ricevuta dal presidente Donald Trump. Nel 2021 venne inserita nella National Women's Hall of Fame. 

## Biografia

### Infanzia e istruzione
Katherine Johnson nacque il 26 agosto 1918 da Joylette Roberta (nata Lowe) e Joshua McKinley Coleman a White Sulphur Springs, Contea di Greenbrier, in Virginia Occidentale; era la più piccola dei quattro figli della coppia. Suo padre era un boscaiolo, contadino e tuttofare presso il Greenbrier Hotel, mentre sua madre era un'insegnante.

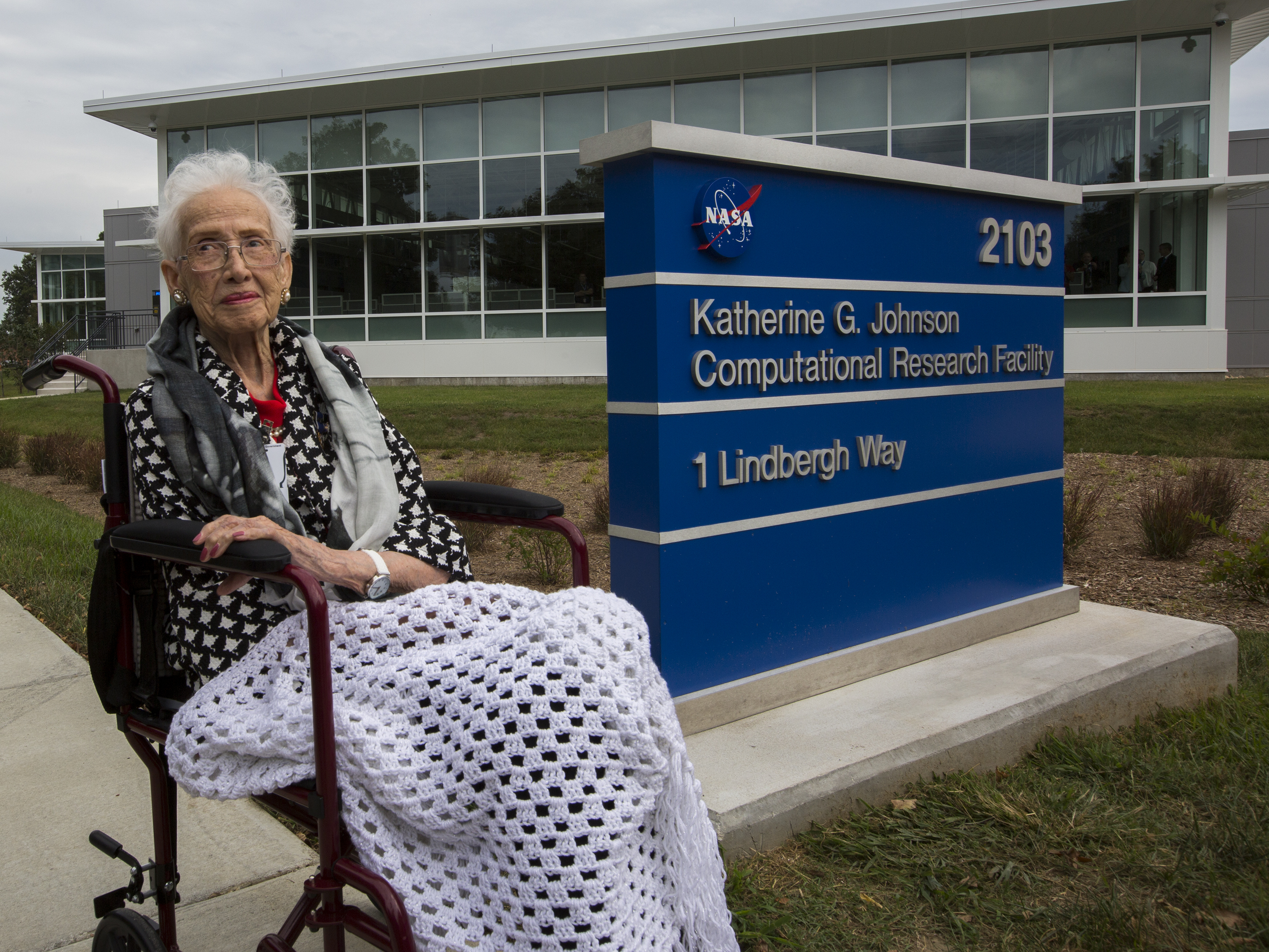
Katherine Johnson davanti al Centro di Calcolo a lei intitolato

Fin dall'infanzia dimostrò di avere talento per la matematica. I suoi genitori la incoraggiavano negli studi e, dato che la contea di Greenbrier non assicurava l'istruzione agli studenti di colore che avessero superato la scuola dell'obbligo, i bambini della famiglia Coleman frequentarono il liceo a Institute, nella contea di Kanawha (Virginia Occidentale), scuola facente parte del campus del West Virginia State College (WVSC). Katherine Johnson fu iscritta all'età di dieci anni, così la famiglia passò il suo tempo dividendosi tra Institute durante l'anno scolastico e White Sulphur Springs in estate.

Bambina prodigio, ottenne il diploma superiore all'età di 14 anni e a 16 anni iniziò a frequentare il West Virginia State College, università storicamente afroamericana. Come studentessa frequentò tutti i corsi di matematica che il college offriva, sfruttando appieno tutte le sue potenzialità. Molti professori le fecero da mentori, compresa la studiosa di chimica e matematica Angie Turner King, che già l'aveva seguita durante il liceo, e W.W. Schieffelin Claytor, il terzo afroamericano a ricevere una laurea in matematica, che aggiunse nuovi corsi matematici specificatamente per lei. La ragazza si laureò in matematica e francese con la valutazione Magna cum laude nel 1937, all'età di 18 anni e si trasferì quindi a Marion in Virginia, per insegnare in una scuola pubblica per afroamericani.
Nel 1939, dopo aver sposato il suo primo marito, James Goble, lasciò il lavoro di insegnante e si iscrisse a un corso di laurea in matematica. Vi rinunciò un anno dopo essere rimasta incinta e scelse di concentrarsi sulla sua famiglia. Divenne la prima donna afroamericana ad aver superato le barriere segregazioniste che caratterizzavano l'Università della Virginia Occidentale a Morgantown nella contea di Monongalia. Fu una dei tre studenti afroamericani, nonché l'unica donna, selezionati per integrare la scuola di specializzazione, dopo la sentenza della Corte Suprema del Missouri, Gaines versus Canada.

### Carriera

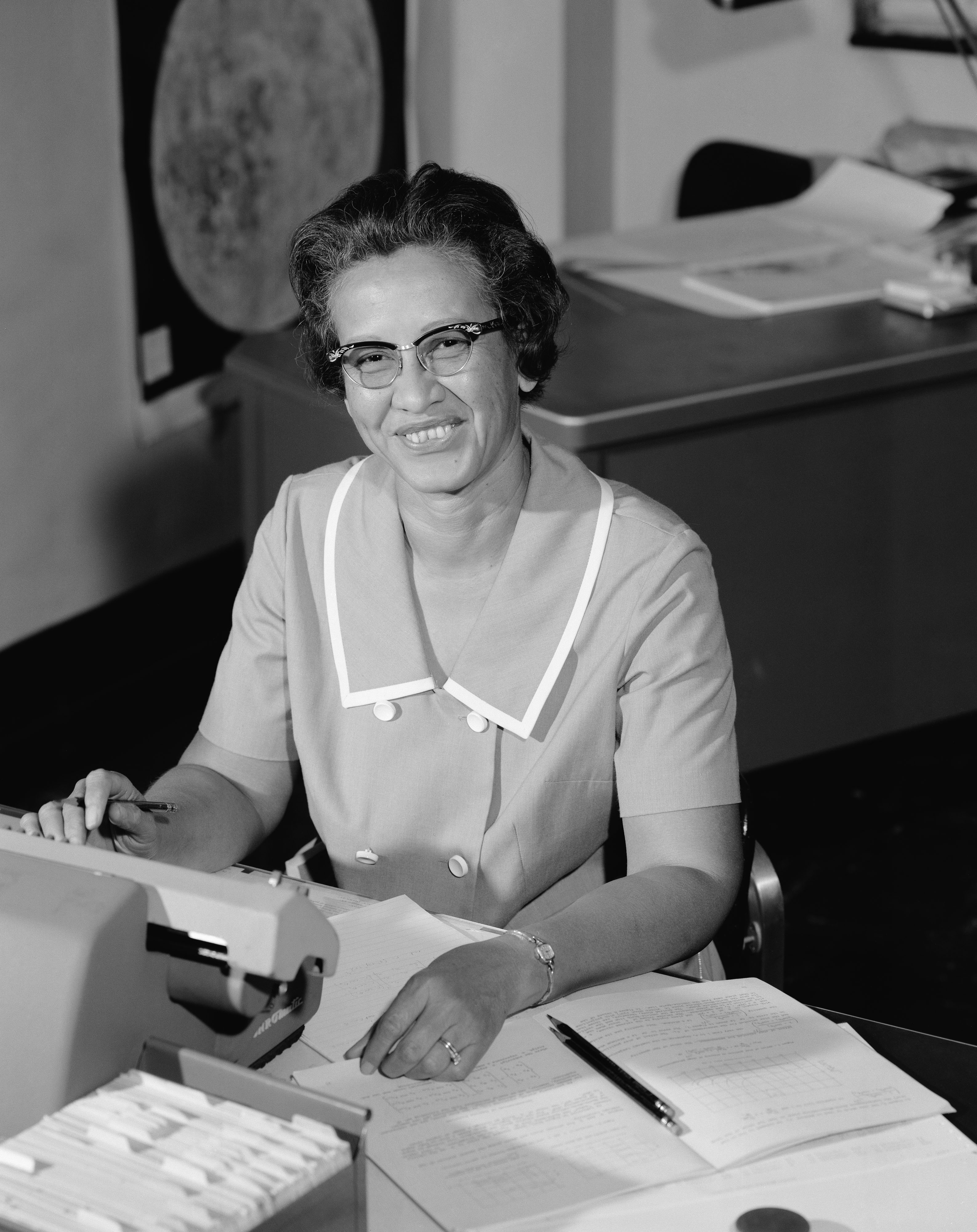
Katherine Johnson alla NASA nel 1966

Intraprese la carriera scientifica con interesse, soprattutto nella ricerca matematica, all'epoca un percorso discriminatorio, in generale per le donne e ancor più se afroamericane, di quel periodo. Nel corso di una riunione di famiglia, un parente la informò che il National Advisory Committee for Aeronautics (NACA), diventata in seguito NASA, era alla ricerca di nuovo personale. La NASA aveva di recente accolto con favore l'opportunità di assumere donne afroamericane per il proprio dipartimento di Guida e Navigazione e fu così che nel 1953 le venne offerto un incarico, che accettò subito, diventando una componente del team della NASA. Secondo una registrazione audio archiviata dal National Visionary Leadership Project, in un primo momento Johnson lavorò in un gruppo di tecnici donne che eseguivano calcoli matematici, noto come "computers". Il loro principale compito era quello di leggere i dati delle scatole nere degli aerei e svolgere diverse e precise operazioni. Successivamente lei e un altro collega vennero assegnati temporaneamente al team di ricerca di volo tutto al maschile. La sua conoscenza della geometria analitica contribuì a farla apprezzare, sia dai dirigenti, sia dai colleghi uomini, tanto che si "dimenticarono di farmi ritornare al vecchio team", ebbe a dire lei in seguito. Non paga, chiese esplicitamente di essere inclusa nelle riunioni di redazione, laddove le donne non avevano mai partecipato, tanto meno quelle di colore.
()
Dal 1953 e fino al 1958 svolse l'attività di "calcolatrice" nell'ambito del programma di ricerca per l'attenuazione degli effetti delle raffiche di vento sugli aeromobili. Inizialmente assegnata alla sezione West Area Computers, supervisionata dalla matematica Dorothy Vaughan, venne ricollocata alla Divisione Controllo di orientamento del Flight Research di Langley. Sia lei sia le altre donne afroamericane nel gruppo di calcolo vennero identificate come "calcolatrici di colore" (coloured computers) e soggette a discriminazione sul posto di lavoro; lavorando, pranzando e usando servizi igienici separati dai loro colleghi bianchi. La situazione continuò così fino a quando il pool di elaborazione dei dati, formato da afroamericani, venne sciolto nel 1958. Dal 1958 fino a quando si ritirò nel 1986, lavorò come ingegnere aerospaziale. Nel 1959 calcolò sia la traiettoria per il primo volo spaziale con equipaggio, poi assegnato ad Alan Shepard, sia la finestra di lancio per la sua missione Mercury del 1961. Tracciò i diagrammi di backup di navigazione per gli astronauti, da utilizzare in caso di guasto elettronico. Nel 1962, quando la NASA utilizzò per la prima volta i calcolatori elettronici per il calcolo del volo orbitale dell'astronauta John Glenn con la Mercury Friendship 7, le venne richiesto di verificare i calcoli dello stesso computer, poiché Glenn si rifiutava di volare, a meno che non fosse stata lei a confermarli. Johnson in seguito lavorò direttamente con computer digitali, e la sua capacità e la reputazione per la precisione contribuirono a dare fiducia alla nuova tecnologia; calcolò inoltre la traiettoria per la missione sulla Luna dell'Apollo 11 del 1969. Durante l'allunaggio si trovava a una riunione a Pocono Mountains, raccolta con pochi altri attorno a un piccolo schermo televisivo per guardare i primi passi degli astronauti sulla Luna, mentre nel 1970, lavorò alla missione Apollo 13. Una volta interrotta la missione, il lavoro di Johnson sulle procedure di archiviazione e sui grafici aiutò l'equipaggio a tornare sano e salvo sulla Terra, quattro giorni più tardi. Infine lavorò al programma Space Shuttle, all'Earth Resources Satellite e ai piani per una missione su Marte.

### Vita privata
Nel 1939 si unì in matrimonio con James Francis Goble, con il quale ebbe tre figlie, Costanza, Joylette e Katherine; dal 1953 la famiglia visse a Newport News (in Virginia). Nel 1956 il marito morì per un tumore al cervello e nel 1959 Katherine Coleman Globe si risposò con il tenente colonnello "Jim" James A. Johnson, un ufficiale dell'esercito degli Stati Uniti e veterano della guerra di Corea; la coppia rimase sposata per 60 anni, fino alla morte di lui nel marzo 2019, all'età di 93 anni.
Cantò nel coro della Carver Presbyterian Church per cinquant'anni, e fece parte dell'Alpha Kappa Alpha Sorority. Negli ultimi anni, a partire dal 2016, lei e il suo secondo marito vissero a Hampton, Virginia. Katherine ebbe sei nipoti e quattro pronipoti, da lei tutti incoraggiati a intraprendere una carriera nel campo della scienza e della tecnologia.

### Decesso
Si spense il 24 febbraio 2020 in una casa di riposo a Newport News all'età di 101 anni. Dopo la sua morte, Jim Bridenstine, amministratore della NASA, la descrisse come "una eroina statunitense ", affermando che "la sua eredità pionieristica non sarà mai dimenticata".

## Impatto culturale

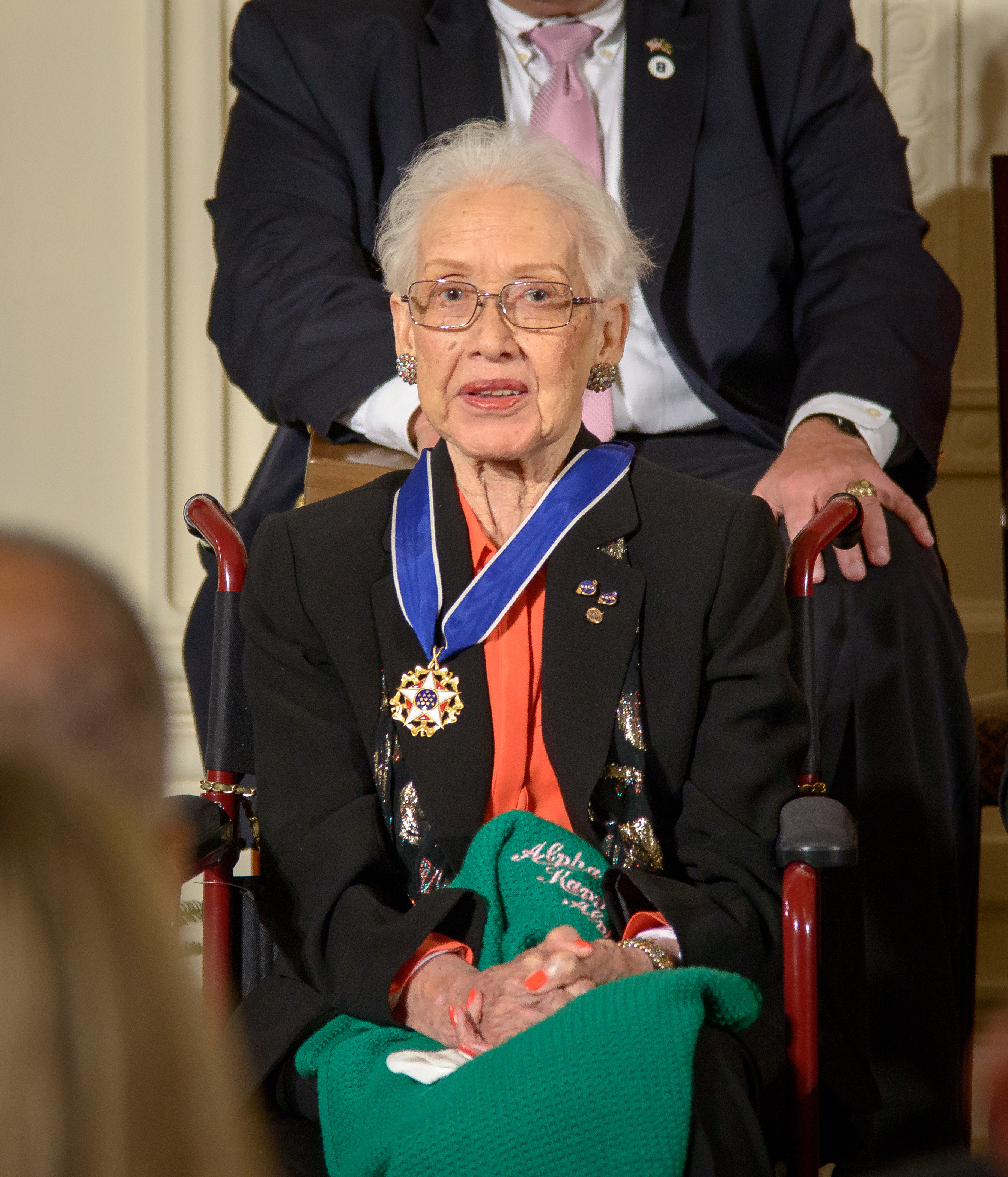
Katherine Johnson mentre riceve la Medaglia presidenziale della libertà nel 2015

Fu coautrice di 26 pubblicazioni scientifiche. La NASA mantenne un elenco dei suoi articoli più significativi con i link al suo strumento di ricerca nell'archivio per poter trovare gli altri.
L'impatto sociale di Katherine Johnson come pioniera nella scienza spaziale e nell'informatica, si riflette sia nei riconoscimenti ricevuti, sia nel numero di volte che la sua storia viene rappresentata come modello. Dal 1979, prima che si ritirasse dalla NASA, la biografia di Johnson ricevette un posto d'onore nelle liste degli afroamericani distinti nel campo della scienza e della tecnologia.
Il 16 novembre 2015 il presidente Barack Obama la incluse in un elenco di 17 americani premiati con la Medaglia presidenziale della libertà.
Il 5 maggio 2016 le venne formalmente dedicato, al Langley Research Center di Hampton in Virginia, il nuovo impianto, Katherine G. Johnson Computational Research. La dedica avvenne durante il 55º anniversario del lancio e dell'ammaraggio dello storico razzo di Alan Shepard, al quale Johnson contribuì.
La ricercatrice venne inclusa nella lista della serie televisiva 100 Women, contenente un elenco di 100 donne ispiratrici e influenti di tutto il mondo.
Nel 2016 fu prodotto Il diritto di contare, un film sulla sua storia e su quella delle sue colleghe afroamericane della NASA, basato sul libro omonimo di Margot Lee Shetterly. Durante la cerimonia di premiazione dei Premi Oscar 2017 Katherine Johnson, all'epoca novantottenne e l'unica ancora in vita tra le scienziate immortalate nella pellicola, fu acclamata dal pubblico con una standing ovation.
A febbraio 2019 la NASA le intitolò la struttura Verification and Validation (IV&V) situata a Fairmont, Virginia Occidentale, istituita nel 1983 per garantire la sicurezza delle missioni di più alto profilo.

## Film su Katherine Johnson
- Il diritto di contare (Hidden Figures) (2016)[52]

## Riassunto delle esperienze
- Insegnante nelle scuole elementari e nei licei di Virginia e West Virginia (1936–1952).
- Supplente di matematica nella scuola pubblica di Newport News, VA (1952–1953).
- NASA Langley Research Center, Virginia (1953–1986).
- Computer (matematica), Langley Research Center con la National Advisory Committee for Aeronautics (NACA) (1953–1958)
- Ingegnera aerospaziale, NASA (1958–1986)

## Istruzione
- West Virginia State High School (1932).
- West Virginia State College, BS summa cum laude in matematica e francese (1937).
- West Virginia University corso di laurea in matematica (1940).

## Premi
- National Women's Hall of Fame (2021).
- Medaglia d'oro del Congresso (8 novembre 2019).
- Laurea honoris causa per il suo ruolo pionieristico presso la NASA, Università di Johannesburg - Facoltà di Scienze (29 aprile 2019).
- Dottorato Honoris Causa in Scienze presso il College of William & Mary, Williamsburg, Virginia (12 maggio 2018).
- Dottorato onorario dello Spelman College (2017).
- Medaglia d'Onore delle Figlie della rivoluzione americana (DAR, 2017).
- Langley West Computing Unit NASA Group Achievement Award durante un ricevimento presso il Virginia Air and Space Center (1º dicembre 2016). Tra gli altri vincitori, le sue colleghe Dorothy Vaughan e Mary Jackson.
- Dottorato presidenziale onorario in lettere umanitarie presso la West Virginia University, Morgantown, West Virginia (2016).
- Astronomical Society of the Pacific's Arthur B.C. Walker II Award (2016).[53]
- Silver Snoopy Award, premiata da Leland Melvin (2016).[54]
- Presidential Medal of Freedom (2015).[55]
- NCWIT Pioneer in Tech Award (2015).[27]
- Honorary Doctorate of Science della Old Dominion University, Norfolk, Virginia (2010).
- Honorary Doctor of Science da parte del Capitol College, Laurel, Maryland (2006).[7][56]
- West Virginia State College Outstanding Alumnus of the Year (1999).[7][57]
- Honorary Doctor of Laws, da parte di SUNY Farmingdale (1998).[7][57]
- NASA Langley Research Center Special Achievement Award (1986).[58]
- NASA Langley Research Center Special Achievement Award (1971, 1980, 1984, 1985).[58]
- Apollo Group Achievement Award - premio che includeva una delle 300 bandiere sbarcate sulla Luna a bordo di Apollo 11 (1967).[7]
- NASA Lunar Orbiter Spacecraft and Operations team Award – per il lavoro pionieristico di supporto per problemi di navigazione nei cinque veicoli spaziali che orbitavano e mappavano la Luna in preparazione per il programma Apollo (1967).[7]